# 独立博客
独立博客一般指在采用独立域名和网络主机的博客，既在空间、域名和内容上相对独立的博客。独立博客相当于一个独立的网站，而且不属于任何其他网站。相对于BSP下的博客，独立博客更自由、灵活，不受限制。

## 著名的博客程序
- WordPress
- z-blog
- Bo-Blog